# Viù
Viù is een gemeente in de Italiaanse provincie Turijn (regio Piëmont) en telt 1198 inwoners (31-12-2004). De oppervlakte bedraagt 84,5 km², de bevolkingsdichtheid is 14 inwoners per km².
De volgende frazioni maken deel uit van de gemeente: Fucina, Fubine, Trichera, Bertesseno, Niquidetto, Chiampetto.

## Demografie
Viù telt ongeveer 597 huishoudens. Het aantal inwoners daalde in de periode 1991-2001 met 3,8% volgens cijfers uit de tienjaarlijkse volkstellingen van ISTAT.
| Jaar | Inwoneraantal |
| ---- | ------------- |
| 1991 | 1273          |
| 2001 | 1225          |

## Geografie
De gemeente ligt op ongeveer 785 m boven zeeniveau.
Viù grenst aan de volgende gemeenten: Mezzenile, Traves, Germagnano, Lemie, Vallo Torinese, Varisella, Condove, Val della Torre en Rubiana.

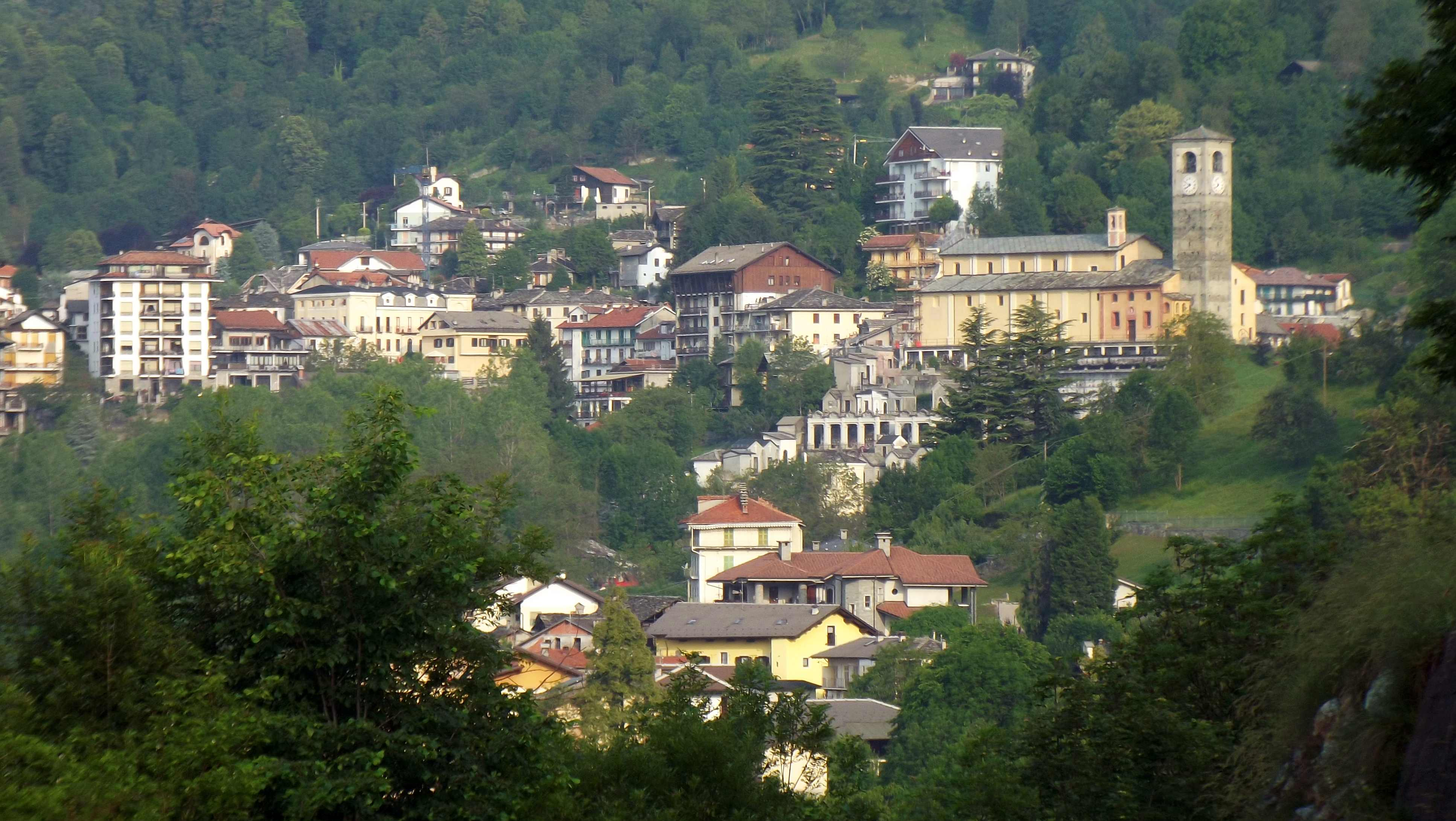
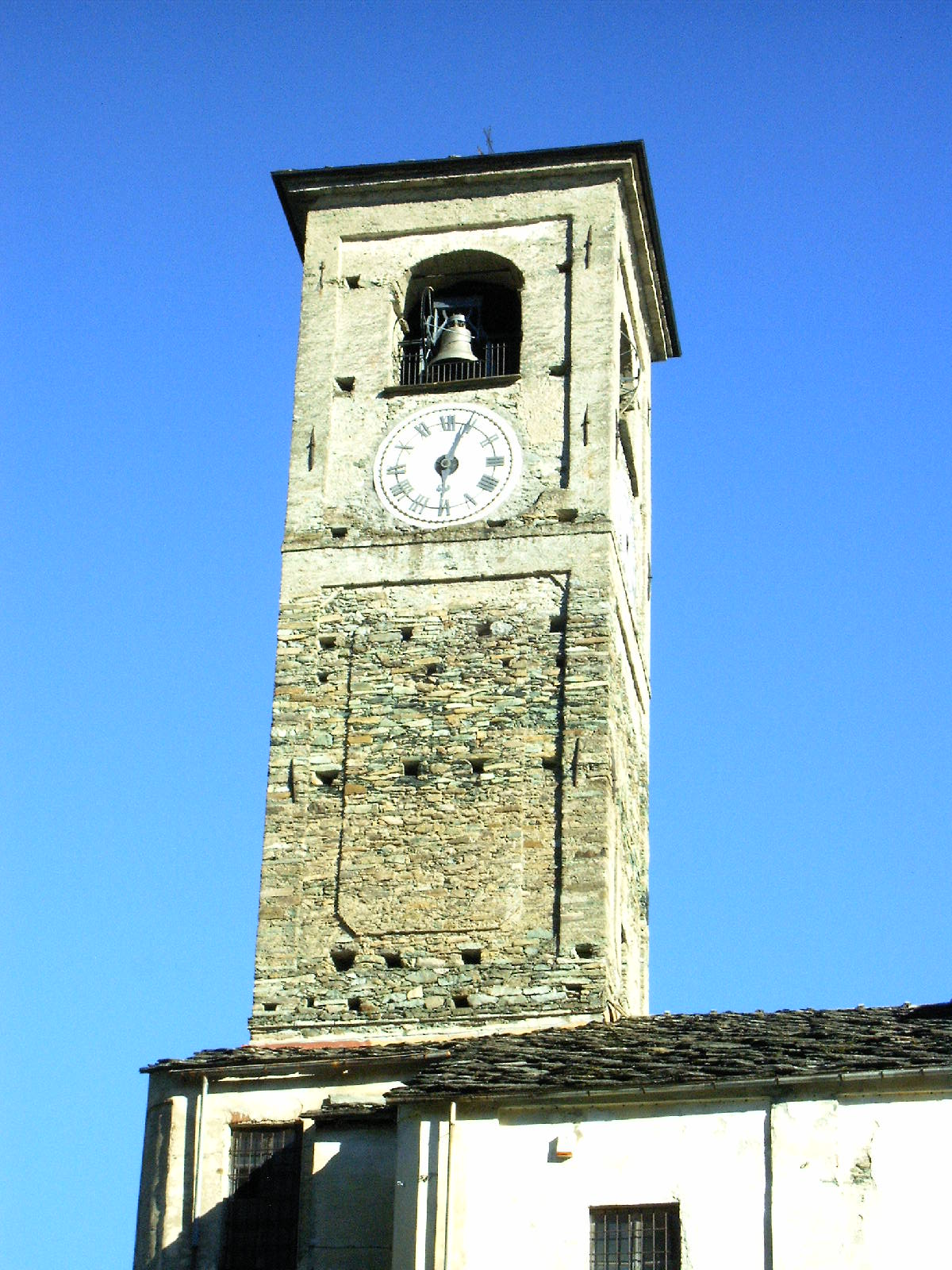
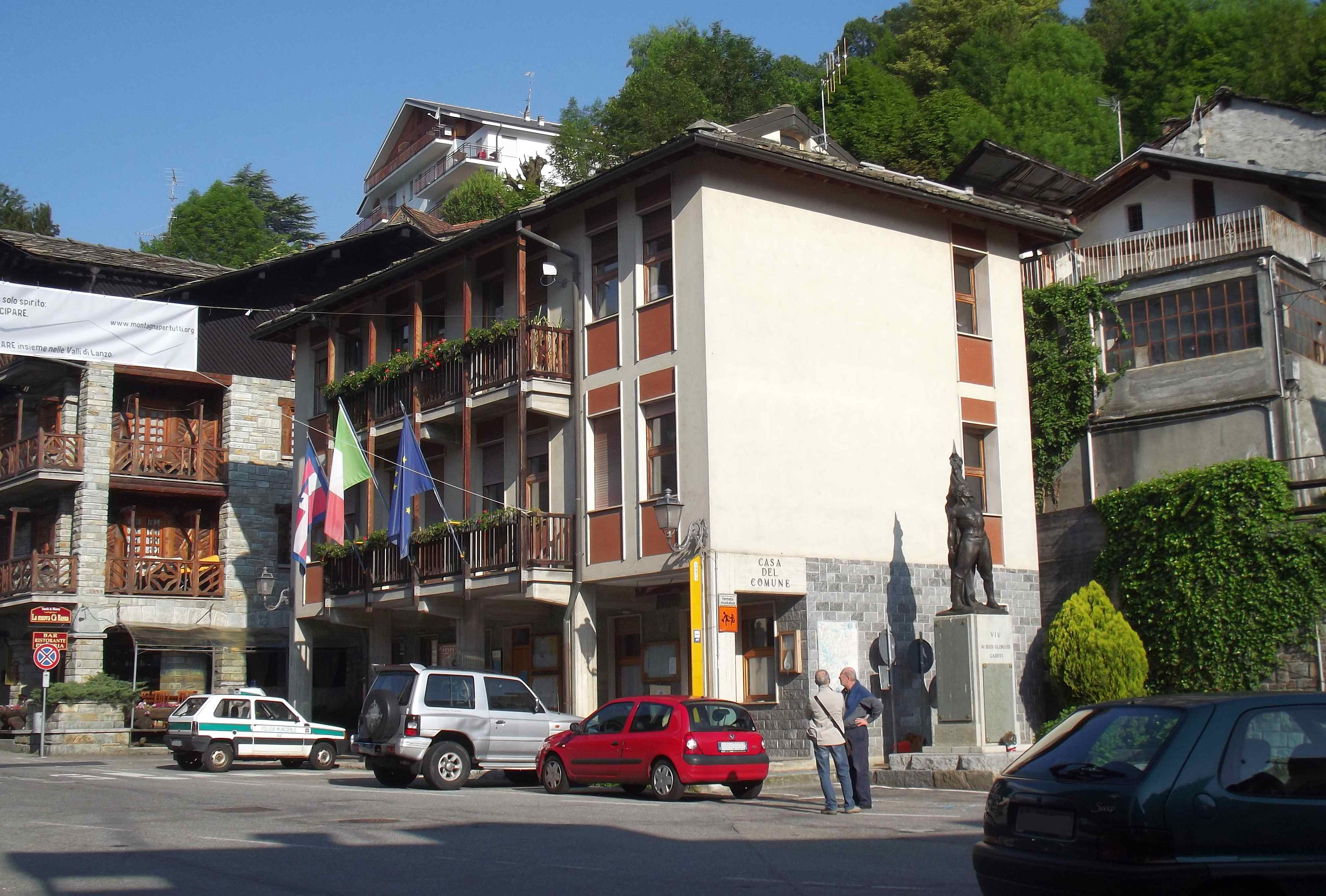

1. ↑  https://demo.istat.it/?l=it.